# 严庄
严庄（8世纪—8世纪），安禄山的谋士，与高尚编造图谶，引导安禄山反唐，史称安史之乱。
严庄在安禄山處掌管财物出纳。天宝十四载（755年），安禄山在高尚、严庄等人的谋划下起兵反唐，756年在东都洛阳称帝，严庄为御史大夫、冯翊郡王。此后逐渐掌权，与宦官李猪儿互为朋党，大将想要觐见安禄山，都必须通过严庄才能见到，但因安禄山眼睛失明，又患疽疾，脾气暴躁，严庄、李猪儿两人常遭鞭打侮辱。
安禄山晚年宠爱段夫人之子安庆恩，晋王安庆绪害怕失去储君之位，至德二年（757年）正月初一与严庄、李猪儿起兵包围皇宫，李豬兒杀死安禄山，安庆绪继位为燕帝，将政事全部交给严庄处理，视严庄为兄。唐广平王李俶（唐代宗）率李嗣业、郭子仪、王思礼三军和回纥兵夺回长安后，进军洛阳，严庄领兵十万与从长安溃败回来的张通儒、安守忠等，以及尹子奇的十万兵马在曲沃与唐军决战，在新店大战中，唐军攻入燕军营垒，但被燕军两翼包围，先锋被歼灭，唐军纷乱，这时回纥骑兵从南山冲击燕军后方，唐军重新振作，两方夹击，燕军大败，严庄与安庆绪、安守忠、张通儒等残军败走鄴郡。广平王进入洛阳后，严庄之妻薛氏假称是永王李璘之女，前往大营拜见广平王，声称严庄欲投降，想要一个信物。广平王与郭子仪商议后，答应赐予严庄铁券。严庄于是投降唐朝，前往长安参见唐肃宗，被授为司农卿。
肃宗上元年间（760-761年），鸿胪卿康廉因参加女婿造反被杀，事情牵连到严庄，被贬为难江尉。京兆尹刘晏派遣属下吏员监视严庄家，严庄对其恨之入骨。不久严庄开释回到京师，在代宗面前诬陷刘晏常矜功怨上，泄漏禁中事，刘晏遂被贬官。

## 家世
严庄之父为严复，祖父严亮，曾祖严承构。弟严希庄。据墓志铭记载，圣武元年（756年）春二月戊子，因严庄仕奉安祿山叛唐，其餘親族被唐朝景城郡长史李暐誅杀，包括其父严复、母王氏、弟严希庄等。